# Karavana (album)
Karavana je patnáctým studiovým albem české rockové skupiny Olympic.

## Seznam skladeb
Hudbu složil Petr Janda. Texty napsali Petr Janda (3, 6, 7, 8, 10, 12, 13)  Aleš Brichta (1, 2), Miroslav Černý (4, 11), Pavel Chrastina (9) a Ivan Hlas (5). 
| Pořadí | Název                      | Délka |
| ------ | -------------------------- | ----- |
| 1.     | Karavana                   | 5:04  |
| 2.     | Písečnej červ              | 4:09  |
| 3.     | Pár černejch bot           | 4:08  |
| 4.     | Fata Morgana               | 3:18  |
| 5.     | Vysočanský reggae          | 2:48  |
| 6.     | Děťátko                    | 5:03  |
| 7.     | Ajajajaj                   | 3:55  |
| 8.     | Láká mě láká               | 4:53  |
| 9.     | Mejdan                     | 2:35  |
| 10.    | Co se stane má se stát     | 2:47  |
| 11.    | Možná nejsem IN            | 2:50  |
| 12.    | Jak já (V Záhřebský ulici) | 3:26  |
| 13.    | Bejval jsem                | 4:20  |
| 14.    | Karavana - instrumentálka  | 1:13  |

## Obsazení
- Petr Janda – kytara , zpěv (Ibanez 440 Roacter, Gibson Les Paul), Ernie Ball, Music Man, Silhouette)
- Milan Broum – basová kytara, zpěv (Yamaha 5P, Maniac)
- Jiří Valenta – klávesy, zpěv (Kurzweil K-2500, Yamaha W-5, Roland JX-8P, Roland W-30)
- Milan Peroutka – bicí bicí Drum Workshop, činely Saiban, blány Evans, tamburina Crow bell